# Gravity Recovery and Climate Experiment
Gravity Recovery and Climate Experiment (GRACE, Experimento de Clima y Recuperación Gravitatoria) es una misión espacial conjunta entre la NASA y el Centro Aeroespacial Alemán cuyo objetivo es cartografiar con precisión el campo gravitatorio terrestre. Fue lanzada el 17 de marzo de 2002 desde el cosmódromo de Plesetsk a bordo de un cohete Rockot.
La misión consta de dos naves idénticas (apodadas "Tom y Jerry") volando en formación a una distancia de unos 220 km entre ellas, en una órbita polar a 500 km de la superficie terrestre. Las variaciones en el campo gravitatorio terrestre, debidas a las diferentes distribuciones de masa en la superficie terrestre, producen pequeñas variaciones en la distancia entre ambas naves, que son medidas gracias al uso de GPS y a un sistema de transmisión de señales de microondas entre las naves.
Los resultados de GRACE incluyen la medición de las variaciones debidas a las corrientes oceánicas y los acuíferos, variaciones en la capa de hielo y variaciones de masa de la corteza terrestre, ayudando a comprender tanto las variaciones del clima como fenómenos geológicos.